# Chiesa di San Giovanni Battista (Salassa)
La chiesa di San Giovanni Battista è la parrocchiale di Salassa, in città metropolitana e arcidiocesi di Torino; fa parte del distretto pastorale Torino Nord.

## Storia
Una chiesa a Salassa è menzionata per la prima volta nel 1426, allorché ottenne un curato residente in loco.
Nel 1676 venne costruito l'altare laterale del Suffragio, mentre poi nel 1725 la torre campanaria fu rialzata di due metri e mezzo.
Alcuni decenni dopo, nel 1764 venne realizzato l'altare maggiore e nel 1768 la chiesa fu interessata da un generale rifacimento che portò alla costruzione del coro e della due navate laterali.
Nel 1838 venne poi edificata una scaletta per arrivare sino alla sommità del campanile e nel 1849 si procedette alla posa del nuovo pavimento e al rimaneggiamento del presbiterio; il già citato altare del Suffragio venne restaurato nel 1861 e nel 1898.
Agli inizi del Novecento la facciata fu modificata; nel 1951 il tetto della parrocchiale crollò e, durante il rifacimento, vennero eliminate le navate laterali in modo da ottenere un'unica grande aula.

## Descrizione

### Esterno
La facciata della chiesa è suddivisa da una cornice marcapiano in due registri; quello inferiore è tripartito e presenta al centro il portale maggiore con timpano semicircolare e ai lati gli ingressi secondo dei sovrastati da piccoli rosoni e due coppie di lesene binate, mentre quello superiore, modificato in seguito alla sopraelevazione dei muri perimetrali dell'edificio, è caratterizzato da un corpo centrale caratterizzato da un tondo con l'affresco di San Giovanni Battista, raccordato al piano inferiore con due volute e coronato dal frontone ai cui angoli sono collocati due pinnacoli.

### Interno
L'interno dell'edificio si compone di un'unica navata, sulla quale si aprono dieci cappelle, una delle quali però chiusa, e le cui pareti sono scandite da paraste; al termine dell'aula si sviluppa il presbiterio, su cui si affacciano due ulteriori cappelle, sopraelevato di tre gradini e chiuso dall'abside.
Qui sono conservate diverse pregevoli opere artistiche, tra le quali l'affresco dei Santi Carlo Borromeo e Filippo Neri, l'altare del Suffragio, il dipinto che rappresenta i Santi Antonio Abate e Antonio da Padova assieme all'Angelo Custode, la tela con la Madonna Addolorata assieme a San Giuseppe e ad un Vescovo, la statua del Sacro Cuore di Gesù, le due statue che ritraggono San Pietro e Sant'Antonio da Padova e gli affreschi raffiguranti i santi Caterina, Giuseppe, Teresa, Grato e Giovanni Battista.